# Uyaiedu Ikpe-Etim
Uyaiedu Ikpe-Etim (née en 1989) est une productrice de cinéma, scénariste et réalisatrice nigériane, qui crée des œuvres sur les communautés LGBTQ marginalisées au Nigéria. En 2020, elle fait partie de la liste 100 Women de la BBC.

## Biographie
Ikpe-Etim naît en 1989. Elle co-fonde la société de production Hashtag Media House, et en 2011, elle commence à donner la parole aux communautés minoritaires du Nigeria et en particulier à sa communauté LGBTQ. À Nollywood, les personnages homosexuels sont ridiculisés et présentés comme des prédateurs, poussés par des intérêts économiques ou sous l'influence de sectes et de sorts et finissent souvent par être punis pour leurs actes ou sauvés par l'église,,,. De plus, la représentation LGBT de Nollywood s'arrête généralement aux hommes homosexuels.
En 2020, Ikpe-Etim et la productrice Pamela Adie (en) produisent le film Ìfé. Ce film, le premier film d'Ikpe-Etim, raconte une histoire d'amour lesbien,. Ìfé n'est pas le premier film lesbien produit au Nigeria, mais c'est le premier à ne pas s'appuyer sur des préjugés et stéréotypes négatifs. En effet, la productrice, la réalisatrice et les actrices principales sont toutes des personnes LGBT nigérianes. Ikpe-Etim se définit comme queer.
Le Conseil national de la censure du film et de la vidéo menace l'équipe de prison pour « encouragement à l'homosexualité » dans un pays où le mariage homosexuel est illégal depuis 2014. Pour éviter la censure, le film sort à l'étranger en octobre 2020, au festival du cinéma LGBT de Toronto,. Il est diffusé ensuite sur une plateforme de streaming. Il est de nouveau projeté au Festival international du film de Leeds (en) en novembre 2020.

## Prix et récompenses
En 2020, Ikpe-Etim fait partie de la liste annuelle 100 Women de la BBC pour sa contribution aux droits des femmes au Nigeria.